# Delphinion
Delphinion (Δελφίνιον) wurden im alten Griechenland Orte und Heiligtümer genannt, an denen man Apollon Delphinios (Ἀπόλλων Δελφίνιος), eine Epiklese des Apollon, verehrte.
Dazu gehörten: 
- Delphinion (Athen), Heiligtum des Apollon Delphinios in Athen
- Delphinion (Chios), ein Ort an der Ostküste von Chios
- Delphinion (Dreros), Heiligtum des Apollon Delphinios in Dreros
- Delphinion (Milet), Heiligtum des Apollon Delphinios in Milet
- Delphinion (Oropos), heiliger Hafen von Oropos